# Auguste Renoir

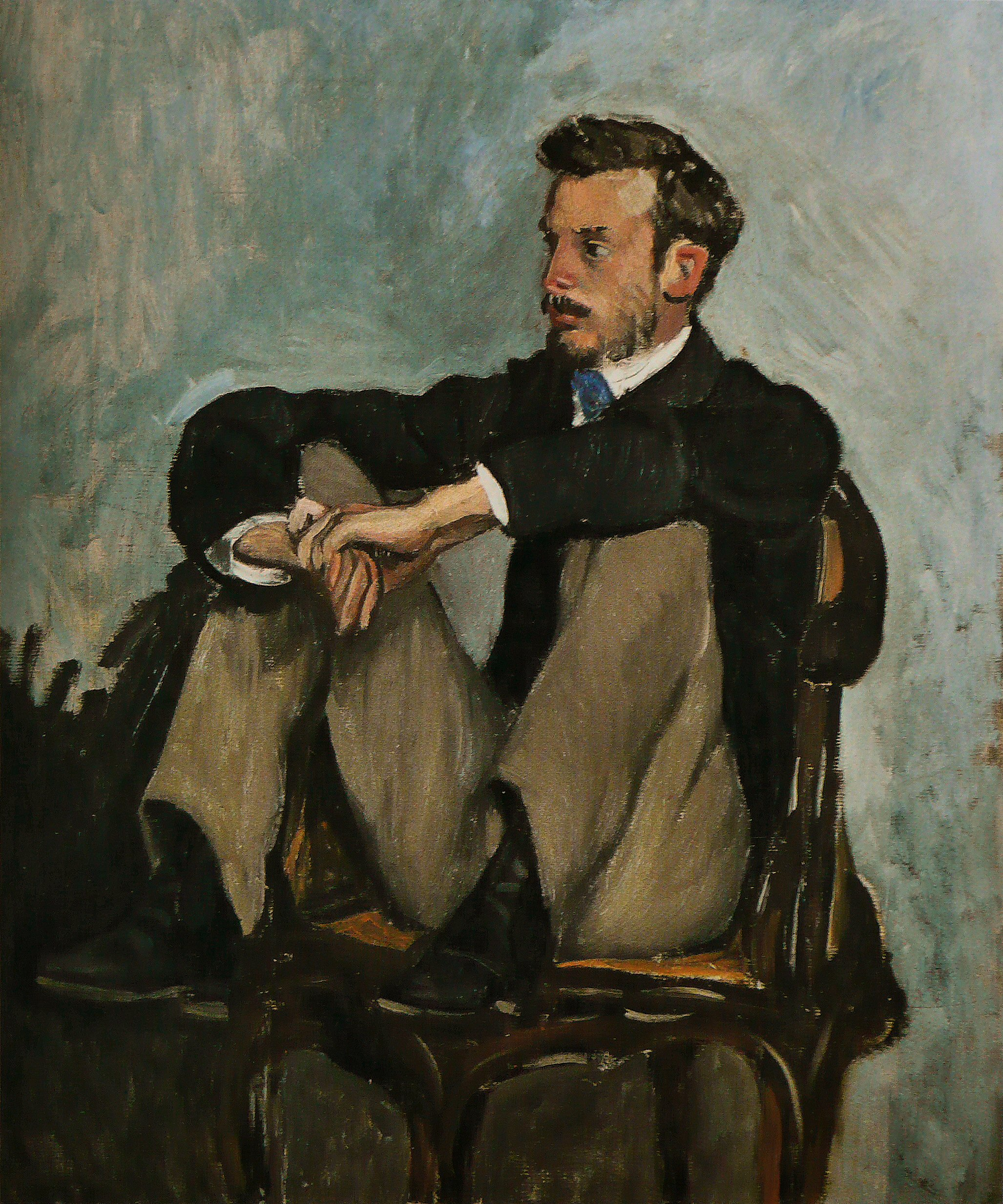
Auguste Renoir, 1867 Musée d’Orsay, obraz Bazille’a

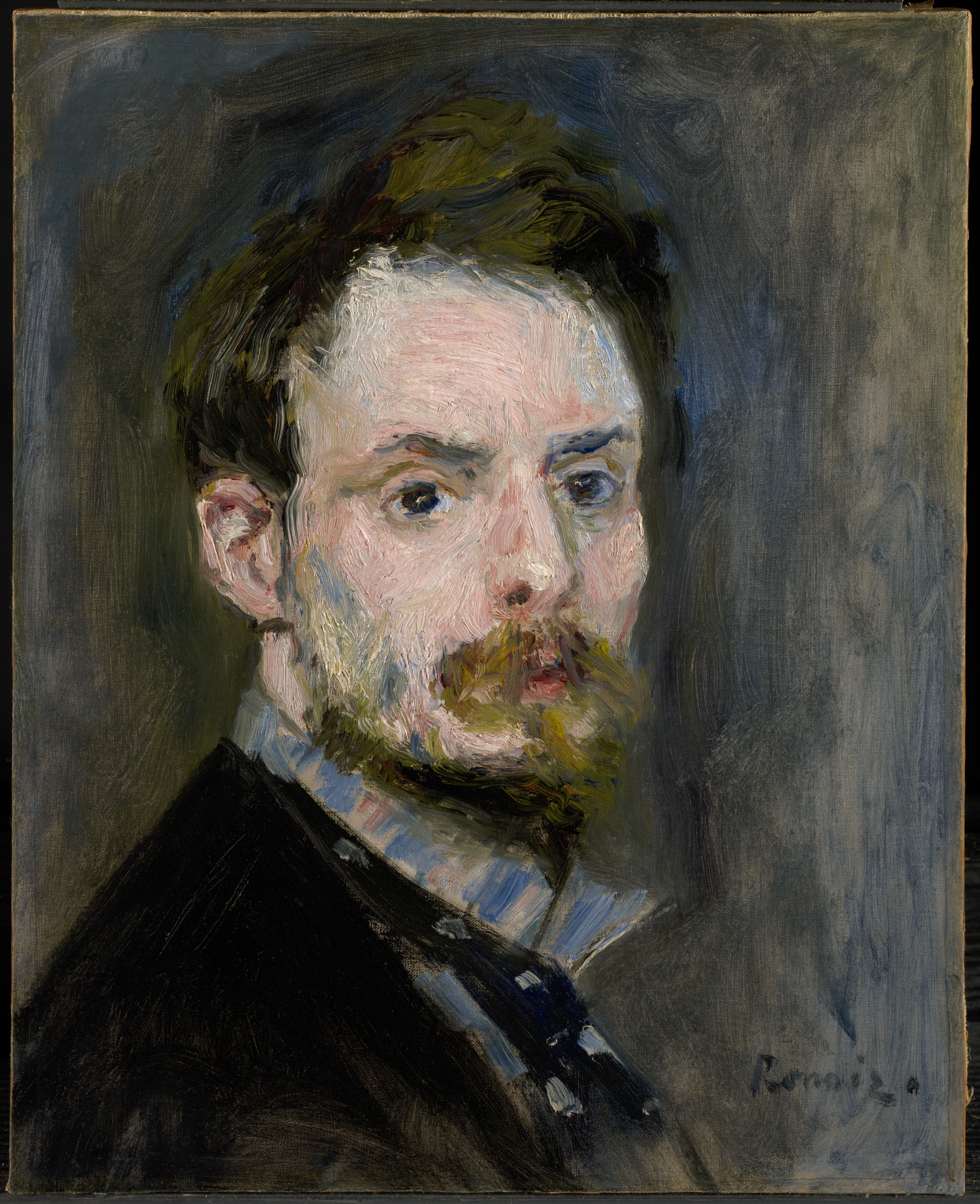
Autoportret (1875), Clark Art Institute Williamstown

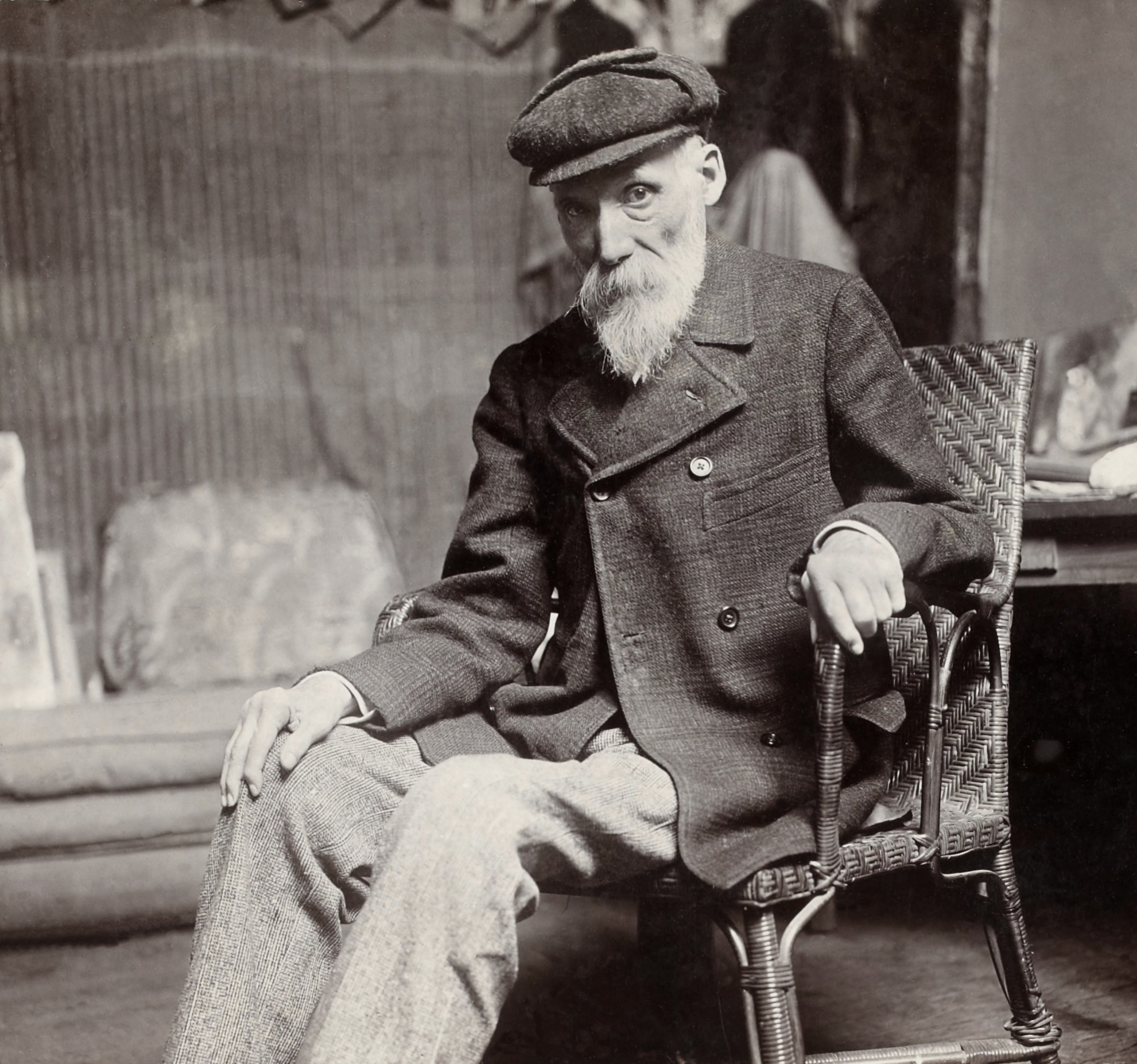
Renoir w podeszłym wieku na fotografii Dornaca

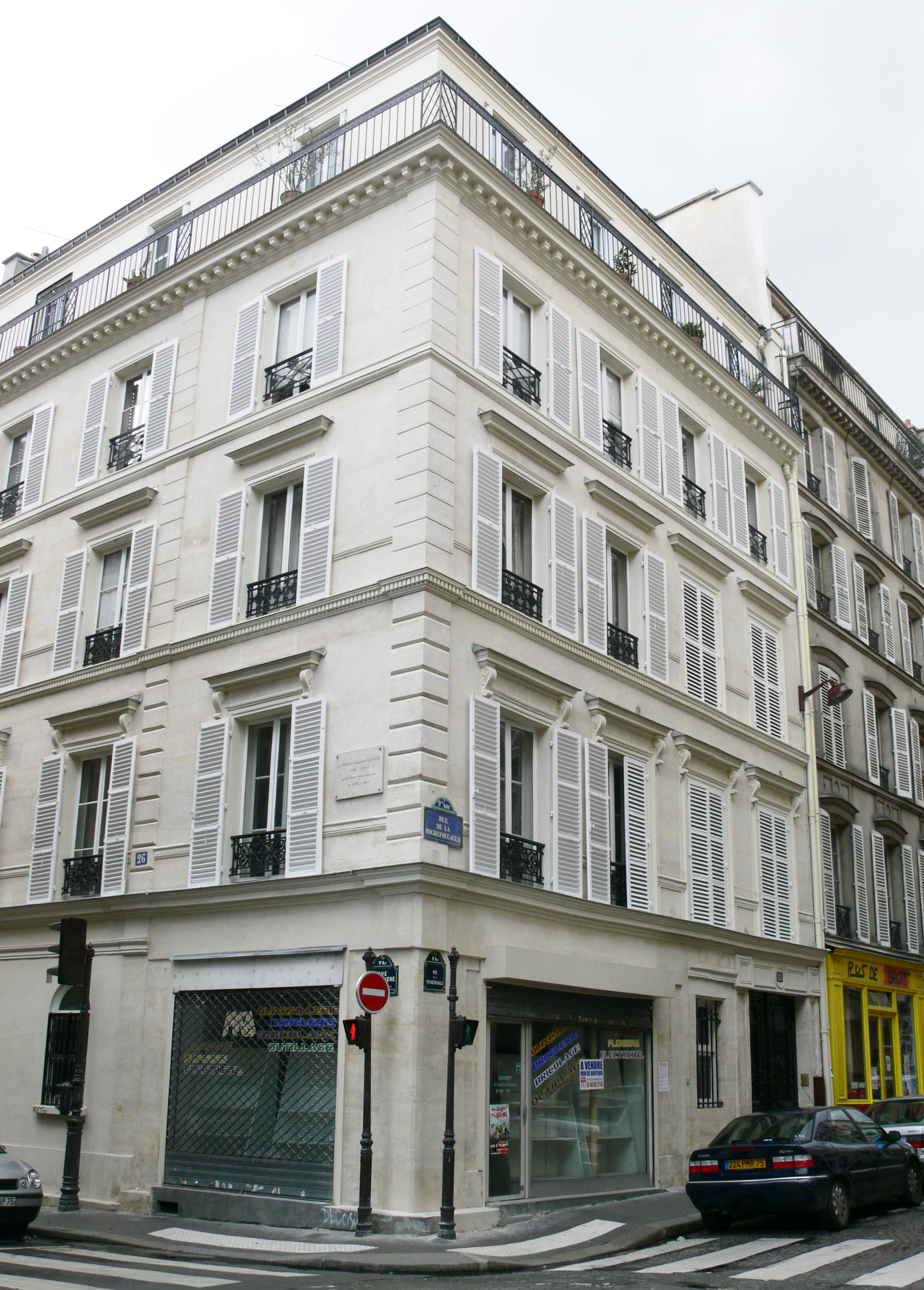
Dom w Paryżu, w którym Renoir mieszkał w l. 1897–1902

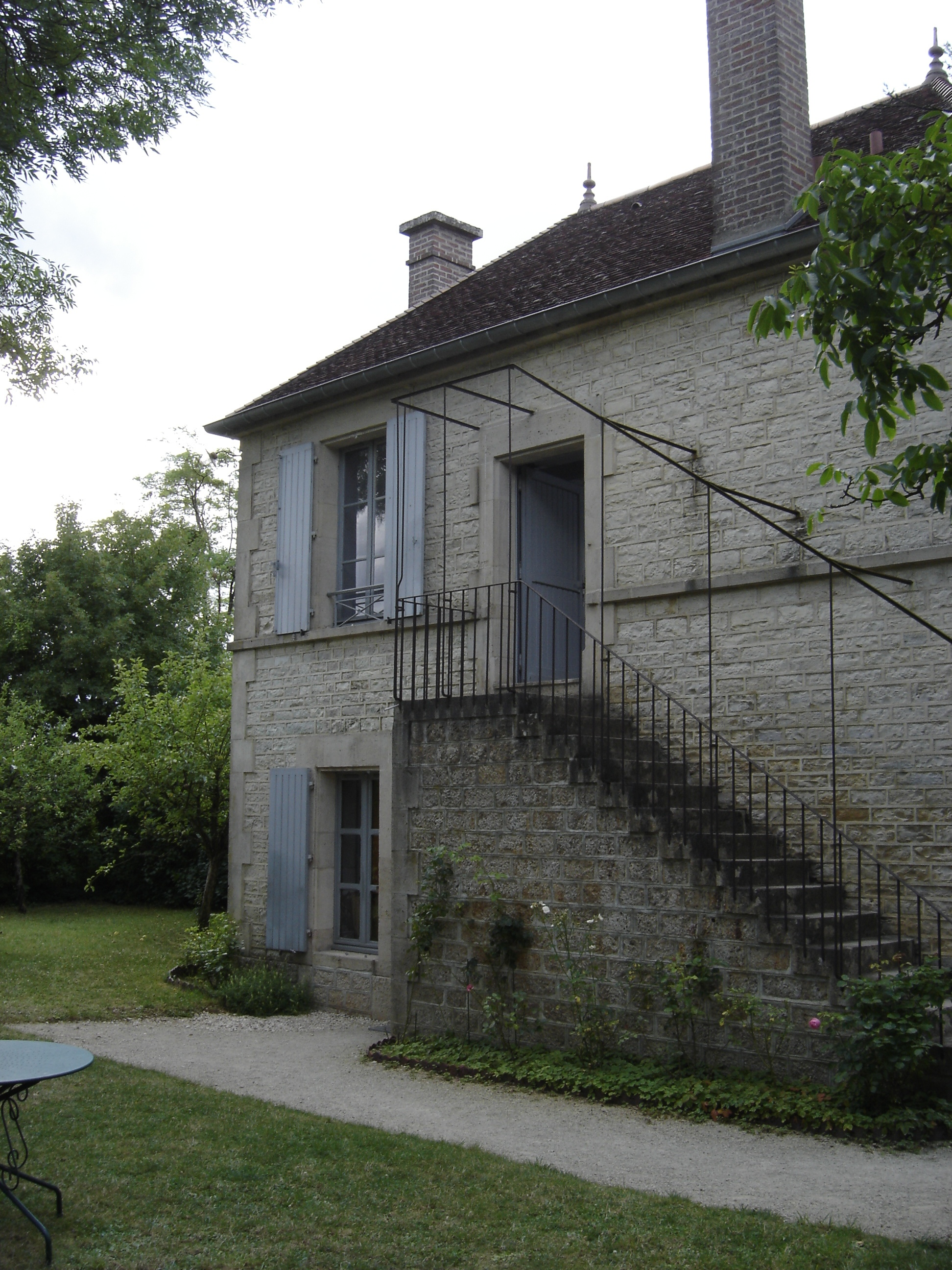
Dom Renoira w Essoyes, Francja

Auguste Renoir, Pierre-Auguste Renoir (ur. 25 lutego 1841 w Limoges, zm. 3 grudnia 1919 w Cagnes-sur-Mer) – francuski malarz i rzeźbiarz. Współtwórca i jeden z czołowych przedstawicieli impresjonizmu.
Karierę artystyczną zaczynał od dekorowania porcelanowych zastaw stołowych. W twórczości malarskiej koncentrował się na portretach dzieci i kobiet, aktach oraz martwych naturach. W ciągu niemal sześćdziesięcioletniej kariery namalował około sześciu tysięcy obrazów. Nigdy nie zajmował się malarstwem pejzażowym tak intensywnie jak inni impresjoniści. Był też płodnym rysownikiem, tworząc pobieżne szkice wykonane różnymi technikami. W wieku 66 lat artysta podjął pierwsze próby rzeźbiarskie, kiedy był już poważnie chory na reumatyzm.

## Życiorys
Pochodził z Limoges we Francji, z rodziny robotniczej. W roku 1844 jego rodzina przeniosła się do Paryża. Był szóstym z siedmiorga dzieci biednego krawca Léonarda i jego żony Marguerite. Jako nastolatek, pracował w fabryce porcelany i tam nauczył się przyozdabiać porcelanę, co wywarło wpływ na jego późniejszy styl i sposób manipulacji kolorem. Gdy pojawiły się maszyny do produkcji i ozdabiania ceramiki i fabrykę zamknięto, Renoir zaczął malować chińskie wachlarze.
Od 1862 studiował sztukę w Paryżu pod kierunkiem Charlesa Gleyre’a. Jego przyjaciółmi zostali Frédéric Bazille, Claude Monet i Alfred Sisley. Zadebiutował w roku 1864 obrazem Esmeralda, który po wystawie uznał za niedoskonały i który w przypływie samokrytycyzmu zniszczył. W jego wczesnych obrazach widoczny jest wpływ Eugène Delacroix i Gustave’a Courbeta oraz malarstwa weneckiego.
Wojna francusko-pruska zmieniła na jakiś czas jego plany – w roku 1870 zaciągnął się do wojska jako kirasjer. Po wojnie powrócił do Paryża i znów zajął się malarstwem, otwierając okres impresjonistyczny w swojej karierze. Już w kwietniu 1874 wystawiał swe prace na pierwszej wystawie impresjonistów w atelier Nadara na Boulevard des Capucines.
W 1879 wyjechał do Afryki, od 1881 przebywał w Algierii, a potem w Madrycie (gdzie podziwiał prace Diego Velázqueza) i we Włoszech. Dzięki tym podróżom miał okazję zetknąć się z malarstwem Rafaela i Ingresa, co spowodowało oddalenie się od założeń impresjonizmu. Następna faza jego twórczości, charakteryzowana przez przewagę rysunku, ostrzejszych konturów, gładkiej faktury i chłodniejszych kolorów trwa od 1883 do 1888 i określana jest mianem „suchej” lub „ostrej”. Następuje po niej okres „perłowy”, w którym barwy są żywsze i ostrzejsze, z przewagą czerwieni, a kreska delikatniejsza.
Około roku 1892, Renoir zaczął chorować na reumatoidalne zapalenie stawów. W roku 1907, przeniósł się wraz z rodziną do Les Collettes, posiadłości w Cagnes-sur-Mer w pobliżu wybrzeża śródziemnomorskiego. Od nazwy tej miejscowości pochodzi nazwa ostatniego okresu twórczości Renoira. Malował on przez ostatnie 20 lat życia, nawet na wózku inwalidzkim, gdy reumatyzm poważnie ograniczył jego możliwości ruchowe. Jego dłonie uległy poważnym deformacjom, a prawe ramię uległo ankylozie (zrostowi kości stawowych), co wymusiło na nim zmianę techniki malarskiej – zaczął malować za pomocą pędzla umocowanego do ramienia. Tworzył także rzeźby w glinie, z pomocą asystenta, który bezpośrednio nanosił zmiany według jego wskazówek. Aby umożliwić sobie malowanie dużych obrazów, w fazie zaawansowanej choroby Renoir korzystał z urządzeń, które przesuwały płótno pod jego dłonią. Nie bacząc na fizyczne dolegliwości malował bardzo intensywnie, nawet w łóżku, tuż przed śmiercią. Mimo cierpienia był niezwykle pogodny i towarzyski.
Pod koniec życia zajął się również edukacją innych malarzy.
Miał z żoną Aliną Victorine Charigot (zmarłą 27 czerwca 1915) trzech synów: Pierre’a, aktora, Jeana, reżysera i pisarza oraz Claude’a, producenta filmowego.
Zmarł 3 grudnia 1919 roku w Cagnes na zapalenie płuc. Spoczywa na cmentarzu w Essoyes, rodzinnej miejscowości swojej żony.

## Kalendarium
Rodzina:
- 1773 – styczeń: urodził się w Limoges Franciszek Renoir, dziadek malarza ze strony ojca.
- 1778 – 3 października – urodziła się w Limoges Anna Regnier, babka malarza ze strony ojca.
- 1795 – 28 grudnia (23 frimaire’a IV roku): ślub Franciszka Renoira z Anną Regnier w Limoges.
- 1799 – 7 lipca (18 messidora VII roku): urodził się w Limoges Leonard Renoir, ojciec malarza.
- 1807 – urodziła się w Saintes Marguerite Merlet, matka malarza.
- 1828 – 17 listopada: ślub Leonarda Renoira z Marguerite Merlet w Saintes.

Auguste Renoir:
- 1841 – 25 lutego: urodził się w Limoges
- 1844 – przeprowadza się z rodzicami do Paryża
- 1860 – stara się o zezwolenie na kopiowanie obrazów w Luwrze; mieszka przy ul. d’Argenteuil 23
- 1861 – ponownie stara się o zezwolenie w Luwrze.
- 1863 – rozpoczyna naukę pod kierunkiem malarza Charlesa Gleyre’a w Ecole des Beaux-Arts; poznaje Bazille’a, Moneta i Sisleya
- 1863 – poznaje Fantina, z którym często bywa w Luwrze; stara się o zezwolenie w Luwrze
- 1864 – zawiązuje przyjaźń z Jules Le Coeurem; poznaje Diaza w lesie Fontainebleau; jeden z jego obrazów zostaje przyjęty do Salonu (później przez niego zniszczony)
- 1865 – wystawia na Salonie dwa obrazy; poznaje Couerbeta; płynie z Sisleyem do Rouen, pracuje z nim także w Marlotte
- 1866 – pracuje w Marlotte; początek związku z Lizą; maluje widoki Paryża; mieszka z Bazille’em przy ul. Visconti; zostaje odrzucony na Salonie; sierpień: wraz z Sisleyem gości u rodziny Le Coeura w Berck nad kanałem La Manche
- 1868 – Liza została przyjęta na Salon; maluje portrety Sisleya i Bazille’a; ofiarowuje jeden z nich Manetowi, któremu się bardzo spodobał
- 1869 – jeden obraz zostaje przyjęty na Salon; mieszka w Ville-d’Avray z rodzicami i Lizą; pracuje z Monetem; maluje w Bougival; bieda nie pozwala mu na zakup farb
- 1870 – wystawia na Salonie dwa obrazy; mieszka z Bazille’em; zostaje powołany do wojska (lipiec-marzec 1871), wysłany do Bordeaux, a następnie do Tarbes w Pirenejach; choruje ciężko na dyzenterię
- 1871 – podczas Komuny Paryskiej przebywa w Paryżu, następnie w Louveciennes i w Bougival, gdzie pracuje z Sisleyem; po upadku Komuny wynajmuje pracownię przy ul. Nôtre-Dame-des-Champs
- 1872 – odrzucony na Salonie; podpisuje petycję w sprawie nowego Salonu Odrzuconych; przedstawiony przez Degasa Duretowi; mieszka w Paryżu; maluje Pont-Neuf, często odwiedza Moneta w Argenteuil; Liza, jego dawna kochanka, wychodzi za mąż za młodego architekta, przyjaciela Jules Le Coeura; Renoir nie spotyka jej już nigdy
- 1919 – 3 grudnia: umiera w Cagnes, w wieku 78 lat

## Styl
W centrum zainteresowań malarskich Renoira znajdowały się kobiety, dzieci i kwiaty. Artysta usiłował w swoich scenach rodzajowych odtwarzać przelotną chwilę i trafność bezpośredniego własnego wrażenia. W jego twórczości nie znajdzie się głębokich przeżyć czy rezultatów twórczych refleksji. Rezygnował z duchowych treści w sztuce, za to kreował świat czystych barw i harmonijnych form. Portrety Renoira wydają się czasem banalne i przesłodzone a charakterystyka modela powierzchowna. Charakteryzują się jednak oryginalnym i niespotykanym u innych impresjonistów stylem. W podeszłym wieku przyjął w swoich pracach typ „pięknej kobiety”, której nagie ciało malował odtąd bardzo chętnie w jaskrawych odcieniach różu.
Najlepsze prace powstały w latach siedemdziesiątych i osiemdziesiątych. Cechują się świeżością doznań i niezwykłą umiejętnością doskonałego ich odtwarzania.
„Gdy maluję, chcę być jak zwierzę” – mawiał o sobie żartobliwie.

## Wybrane obrazy

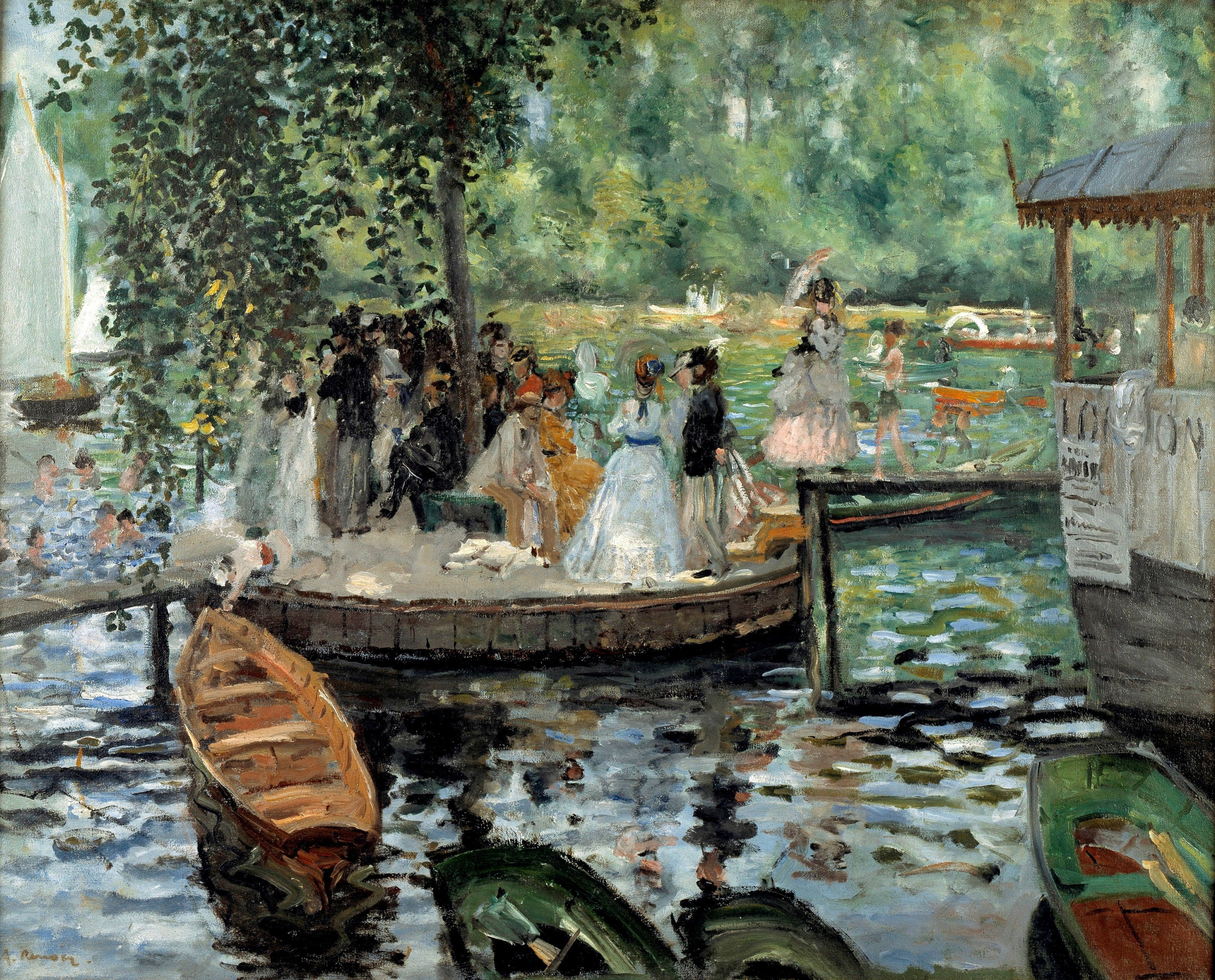
La Grenouillère (1869), Nationalmuseum Sztokholm

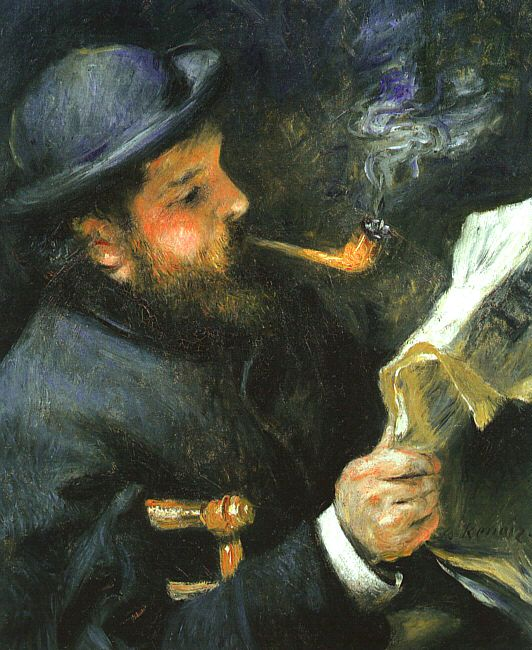
Czytający Claude Monet (1872), Musée Marmottan Monet Paryż

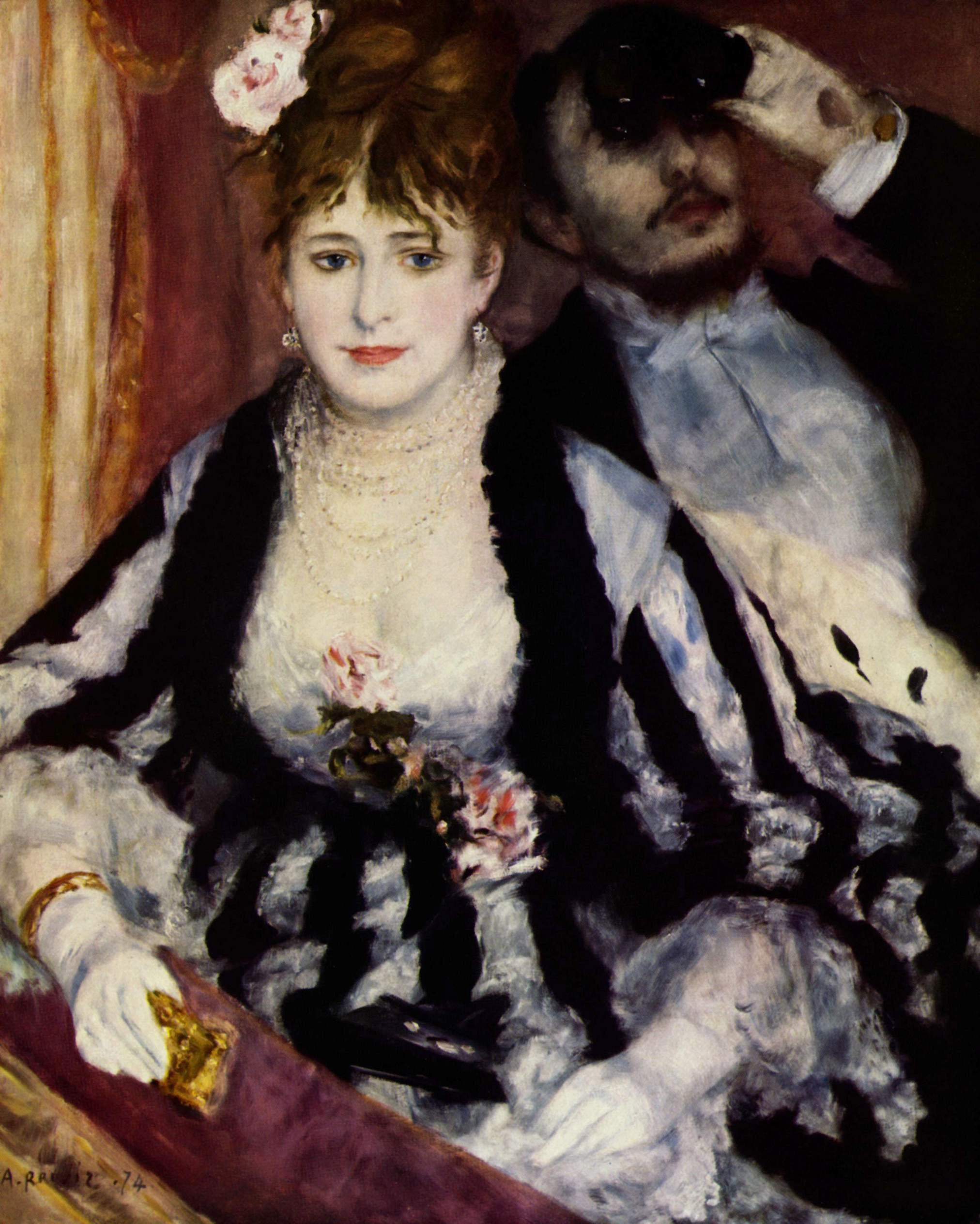
Loża teatralna (1874), Courtauld Gallery Londyn

Bal w Moulin de la Galette (1876), Musée d’Orsay Paryż

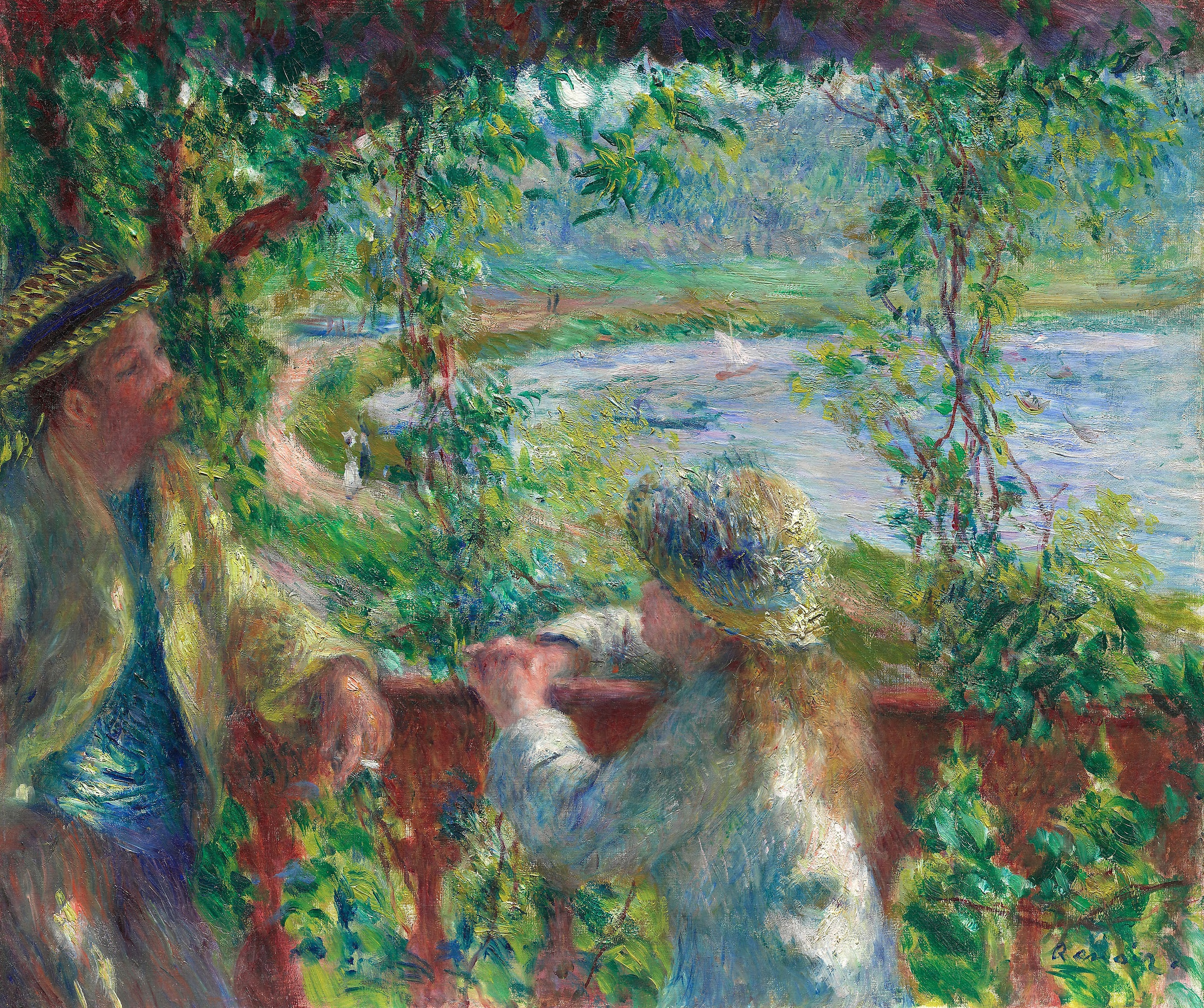
Nad wodą (ok. 1880), Art Institute Chicago

Dwie siostry na tarasie (1881), Art Institute Chicago

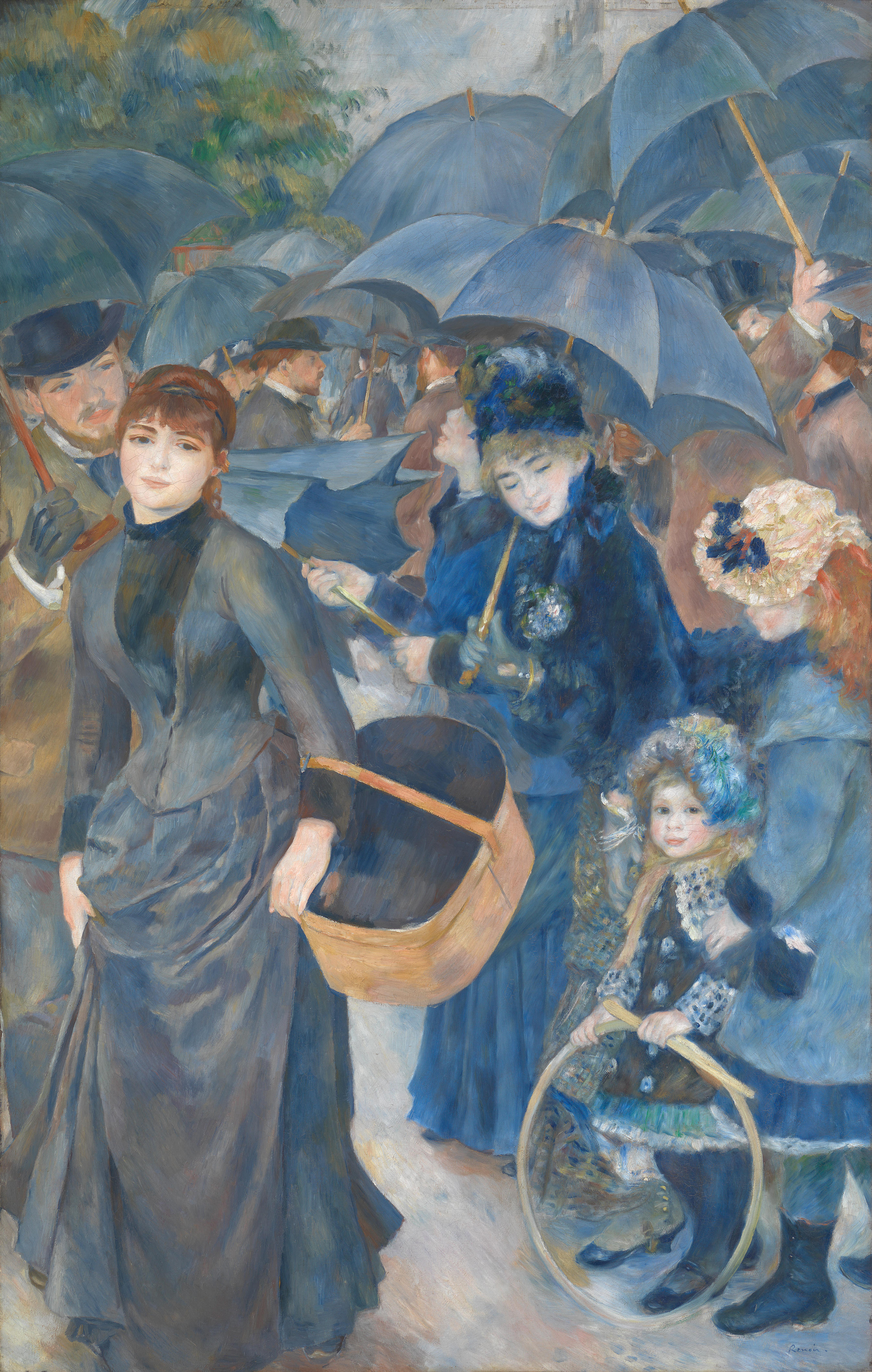
Parasolki (1881), National Gallery Londyn

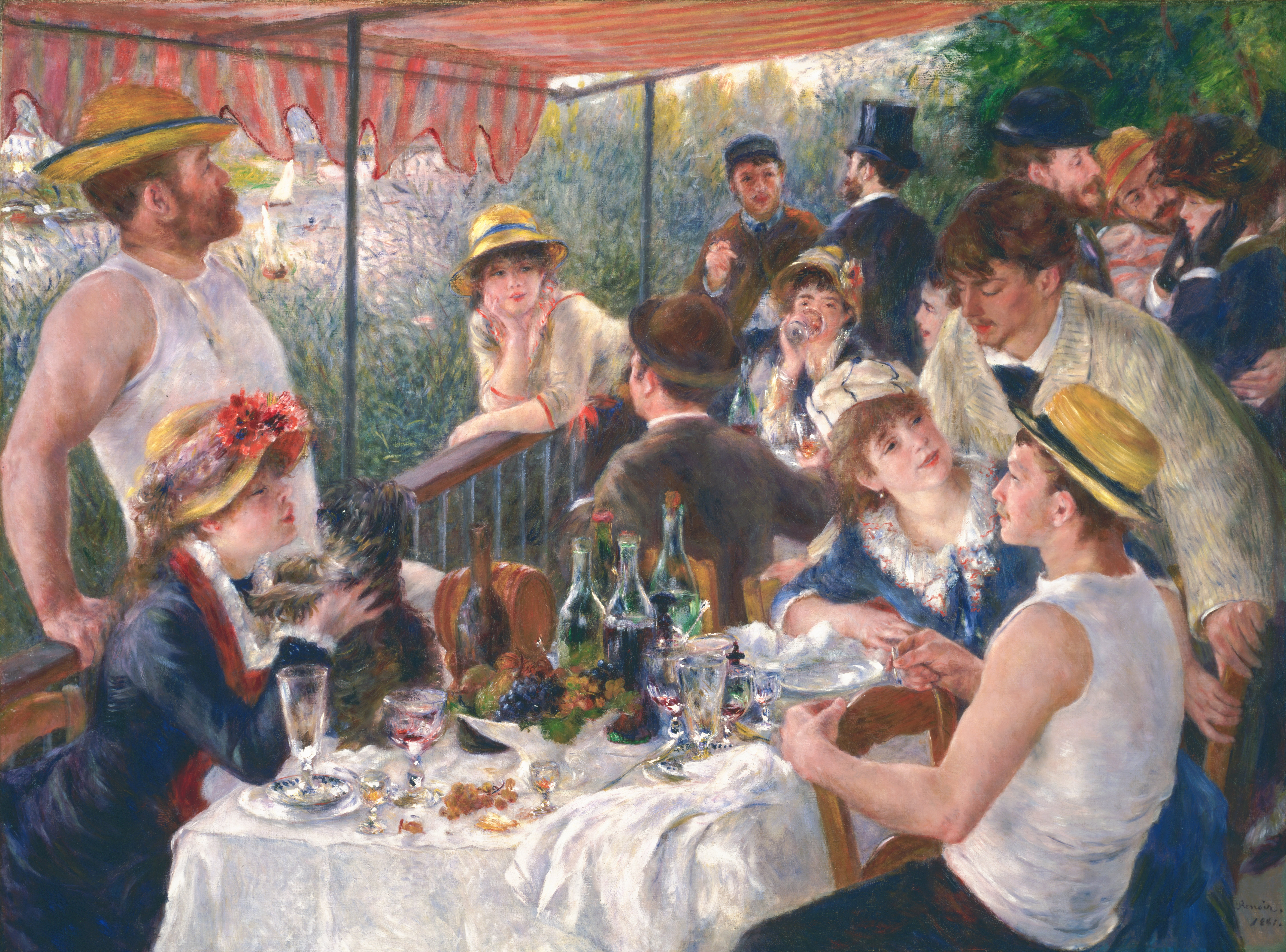
Śniadanie wioślarzy (1881), Phillips Collection Waszyngton

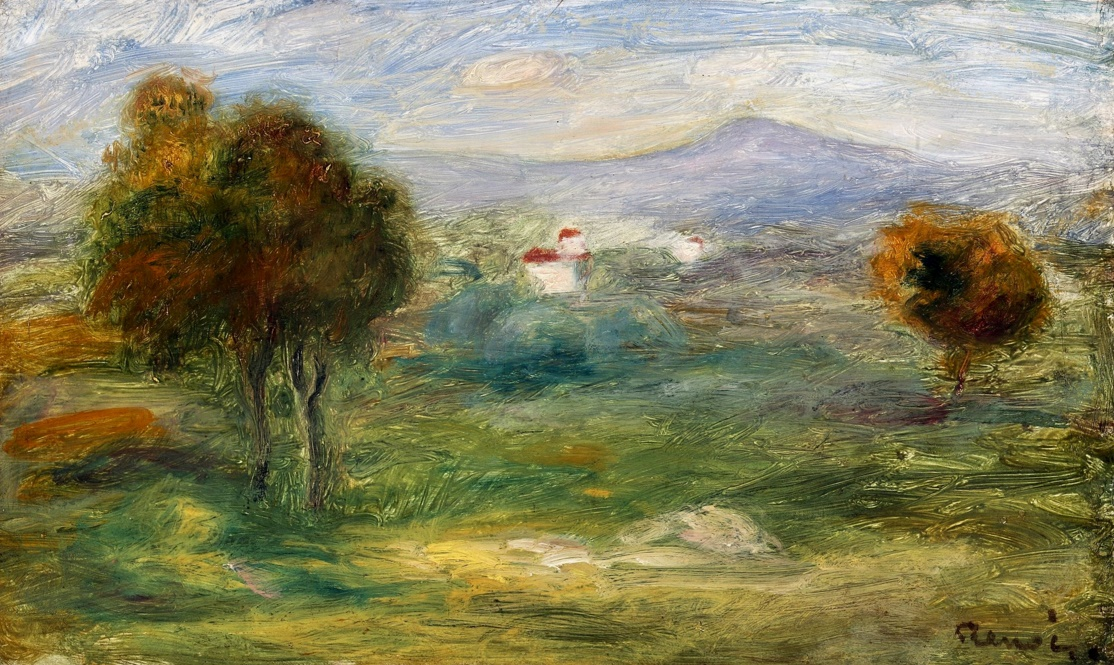
Krajobraz z Cros-de-Cagnes (1912), Muzeum Narodowe w Warszawie

- Sisley z żoną – 1863 olej na płótnie 105 × 75 cm, Wallraf-Richartz-Museum Kolonia
- Esmeralda – 1864
- Diana łowczyni – 1867
- Liza z parasolką – 1867 olej na płótnie 115 × 84 cm, Muzeum Folkwang Essen
- Bazille przy sztalugach – 1867 olej na płótnie 105 × 70 cm, Musée d’Orsay
- La Grenouillère – 1869 olej na płótnie 66 × 81 cm, Nationalmuseum Sztokholm
- Kobieta w kąpieli – 1870
- Czytający Claude Monet – 1872 olej na płótnie 61,7 x 50 cm Musée Marmottan Monet Paryż[2]
- Maki – 1873
- Kobieta z parasolką – 1873
- Loża – 1874 olej na płótnie 80 × 63,5 cm, Courtauld Gallery Londyn
- Autoportret – 1875 olej na płótnie 39,1 × 31,7 cm, Clark Art Institute Williamstown
- Droga wśród traw – 1875
- Sekwana w Asnières – 1875 olej na płótnie 71 × 92 cm, National Gallery Londyn
- Moulin de la Galette – 1876 olej na płótnie 131 × 175 cm, Musée d’Orsay Paryż
- Huśtawka – 1876 olej na płótnie 92 × 73 cm, Musée d’Orsay
- Pani Charpentier z dziećmi – 1878 olej na płótnie 154 × 190 cm, Metropolitan Museum of Art Nowy Jork
- Portret aktorki Jeanne Samary – 1878 174 × 101,5 cm, Ermitaż
- Sekwana w Asnières – 1879
- Wioślarze z Chatou – 1879
- Nad wodą – ok. 1880 olej na płótnie 46,2 × 55,4 cm, Art Institute Chicago
- Dwie Siostry – 1881 olej na płótnie 100 × 80 cm, Art Institute Chicago
- Parasolki – 1881 olej na płótnie 180 × 115 cm, National Gallery Londyn
- Śniadanie wioślarzy – 1881 olej na płótnie 129,5 × 172,7 cm, Phillips Collection Waszyngton
- Skały w Guernsey – 1883 olej na płótnie 29 × 54,5 cm, Tate Britain Londyn
- Children’s Afternoon At Wargemont – 1884
- Macierzyństwo – 1886
- Wielkie kąpiące się – 1887 olej na płótnie 115 × 170 cm, Museum of Art Filadelfia
- Córki Mendesa przy pianinie – 1888 olej na płótnie 163 × 130 cm, Londyn
- Dziewczyna z koszem ryb – ok. 1889
- Lekcja pisania – 1905
- Oda do kwiatów – 1909
- Pejzaż z okolic Cagnes-sur-Mer. (Paysage arboré) – 1909 olej na płótnie 18 × 20 cm, Muzeum Narodowe w Warszawie
- Sąd Parysa – 1910 olej na płótnie 73 × 92 cm, Museum of Art Hiroszima
- Gabrielle z różą – 1911 olej na płótnie 70 × 55 cm, Musée d’Orsay
- Krajobraz z południowej Francji (Cagnes)– 1912 olej na papierze oprawiony w płótno 19 × 29 cm, Muzeum Narodowe w Warszawie
- Kąpiące się – 1918–1919 olej na płótnie 110 × 160 cm, Musée d’Orsay

## Rzeźba
- Coco – 1907
- Wenus zwycięska – 1913
- Aline – 1916

## Pośmiertne dzieje obrazów
Po śmierci Renoira jego dzieła stawały się coraz bardziej popularne mimo ciągnących się nieustannie dyskusji nad twórczością ostatniego kresu życia. W 1933 roku, podczas wielkiej wystawy w Orangerie w Tuilieriach, ukazały się artykuły utrzymane w ostrym tonie. W „Le Figaro” z 31 lipca pani Gérard d’Houville zarzuciła Renoirowi „zły gust” i „wulgarność”, zaś krytykując kobiece akty przeciwstawiła im Lożę, którą uznała za wybitne „bijące w oczy arcydzieło”.
Wcześniej, w 1923 roku, z oporami Rady Muzeów, przyjęto do Luwru Kąpiące się, dar ze strony synów artysty. Z biegiem czasu dzieła Renoira znalazły się w większości najlepszych muzeów, zaś sam Luwr zgromadził kolekcję obrazów ze wszystkich okresów twórczości. Od 1960 r. dom artysty Collettes jest zamieniony na muzeum.
- 1920 – luty: wystawa 41 prac w galerii Durand-Ruela w Nowym Jorku; listopad: wystawa 76 dzieł w galerii Durand-Ruela w Paryżu. Retrospekcyjna wystawa 30 płócien na Salonie Jesiennym.
- 1921 – styczeń: wystawa w galerii Berty Weil w Paryżu. Luty-marzec: wystawa 44 dzieł w Nasjionalgalleriet w Oslo. Kwiecień: wystawa 142 płócien w dalerii Durand-Ruela w Paryżu.
- 1923 – luty: wystawa 85 dzieł w galerii Drueta w Paryżu. Maj: galeria Durand-Ruela sprzedaje Śniadanie wioślarzy Duncanowi Phillipsowi z Waszyngtonu za 200 tysięcy dolarów. Synowie Renoira ofiarowują Luwrowi Kąpiące się kobiety.
- 1924 – styczeń: wystawa 23 prac w galerii Durand-Ruela w Nowym Jorku.
- 1925 – obraz Gabrielle z różą wchodzi do Luwru. Wystawa Renoira w International Society w Londynie.
- 1926 – lipiec-sierpień: wystawa 27 dzieł w Leicester Galleries w Londynie. Róża wchodzi do Luwru. Miasto Limoges nadaje jednej ze swych ulic imię Renoira.
- 1927 – luty-marzec: wystawa 50 dzieł w galerii Paula Rosenberga w Paryżu. Wystawa w galerii Bernheima młodszego w Paryżu. Listopad-grudzień: wystawa 70 prac w galerii AlfredaFlechtheima w Berlinie.
- 1929 – Do Luwru wchodzą portrety: Bazille’a, pani Charpentier, pani Hartmann oraz obrazy: Popiersie kobiety w słońcu, Wybrzeże Sekwany w Champrosay, Le Moulin de la Galette, Huśtawka, Młode dziewczyny przy pianinie, Kąpiące się kobiety. Wystawa Renoira w galerii Bernheima młodszego w Paryżu.
- 1930 – czerwiec: wystawa „Renoir and the Post-Impressionnists” w galerii Reid el Lefèvre w Londynie.
- 1931 – listopad-grudzień: wystawa „Renoir and his Tradition” w Instytucie Francuskim w Nowym Jorku. Do Luwru wchodzą dwa obrazy Renoira: portret Moneta i Młoda kobieta z woalką.
- 1932 – listopad: wystawa 49 dzieł w galerii Brauna w Paryżu. Listopad-grudzień: wystawa 26 dzieł w galerii Durand-Ruela w Nowym Jorku.
- 1933 – czerwiec: wystawa 149 eksponatów w Orangarie w Tuilieriach w Paryżu. Do Luwru wchodzi Czytająca i Most kolejowy w Chatou.
- 1934 – październik-listopad: wystawa rzeźb w Galerii Sztuk Pięknych w Paryżu. Wystawa „Ostatnie dziesięć lat twórczości Renoira” – 53 dzieła u Paula Rosenberga w Paryżu.
- 1935 – marzec: wystawa 26 prac w galerii Durand-Ruela w Nowym Jorku. Wystawy w galerii Reid et Lefèvre w Londynie i w muzeum Winterthur.
- 1936 – wystawa w galerii Renou i Colle w Paryżu.
- 1937 – maj-wrzesień: wystawa 144 dzieł w Metropolitan Museum w Nowym Jorku. Do Luwru wchodzą: La Grenouillère, Popiersie młodej nagiej kobiety, Czytająca w zielonej sukni.
- 1938 – luty-marzec: wystawa „Pejzaże Renoira” – 11 prac w galerii Durand-Ruela w Nowym Jorku. Czerwiec-lipiec: wystawa „Renoir-portrecista” – 47 płócien w galerii Bernheima młodszego w Paryżu.
- 1939 – marzec-kwiecień: wystawa „Portrety Renoira” w galerii Durand-Ruela w Nowym Jorku.
- 1941 – wystawa z okazji 100 rocznicy urodzin Renoira w Duveen Brothers w Nowym Jorku. Aksamitne róże wchodzą do Luwru.
- 1943 – luty-marzec: wystawa w Kunsthalle w Bazylei. Luwr zakupuje pejzaż algierski: Wąwóz dzikiej kobiety. Berthellemy zapisuje Luwrowi Czytającą w białej sukni.
- 1944 – listopad: wystawa Renoira w California Palace of the Legion od Honor w San Francisco.
- 1948 – czerwiec: wystawa w galerii Lefèvre w Londynie.
- 1949 – wystawa „W hołdzie Renoirowi” w Cagnes.
- 1950 – marzec-kwiecień: wystawa w galerii Windensteina w Nowym Jorku. Czerwiec: wystawa „W hołdzie Renoirowi” w galerii Pétridès w Paryżu. W domu w Cagnes powstaje Muzeum Renoira, zwane Musée du Souvenir.
- 1951 – liczne obrazy Renoira wchodzą do Luwru: Office des Biens Privés przyznaje muzeum portret pani Daudet, Róże w wazonie, Odę do kwiatów; Paul Gachet ofiarowuje portret Margot, doktor Albert Charpentiet portret dziewczynki, akt leżącej kobiety i Odalistkę w ciżemkach, Gaston Bernheim de Villers trzy portrety.
- 1952 – lipiec-październik: wystawa „W hołdzie Bercie Morisot i P. A. Renoirowi” w miejskim muzeum w Limoges. Luwr zakupuje portret Williama Sisleya. Wystawy Renoira w Muzeum Sztuk Pięknych w Lyonie, w Nicei, w galerii Widlensteina w Nowym Jorku.
- 1953 – wystawa Renoira w Edynburgu.
- 1954 – marzec-kwiecień: wystawa „The Last Twenty Years of Renoir’s Life” w galerii Rosenberga w Nowym Jorku. Czerwiec: wystawa „Arcydzieła Renoira” w Galerii Sztuk Pięknych w Paryżu.
- 1955 – wystawa Renoira u Durand-Ruela w Paryżu.
- 1956 – wystawy w muzeum Jenisch de Vevey, w Marlborough Gallery w Londynie, w Kunsthalle w Düsseldorfie.
- 1958 – wystawa w galerii Durand-Ruela w Paryżu. Święto arabskie w Algierze wchodzi do Luwru.
- 1958 – kwiecień-maj: wystawa Renoira w galerii Wildensteina w Nowym Jorku. Maj-październik: wystawa „W hołdzie Renoirowi” w galerii Durand-Ruela w Paryżu. Październik: na wyprzedaży Goldschmidta w Londynie Myśl Renoira osiąga cenę 72 tysięcy funtów (84 miliony franków). 6 listopada: władze miejskie w Cagnes postanawiają nabyć posiadłość Collettes.
- 1959 – maj: na wyprzedaży Chrysler-Foya w Nowym Jorku Córki Durand-Ruela osiągają cenę 255 tysięcy dolarów (127,5 miliona franków). Luwr zakupuje Drzewa bananowe.
- 1960 – 5 kwietnia: Rada Miejska Cagnes zatwierdza projekt nabycia posiadłości Collettes. Lipiec: otwarcie dla publiczności domu w COllettes (wystawa). Listopad: w Londynie Stojące w wodzie kobiety osiągnęły cenę 38 000 funtów (53 miliony franków).
- 1961 Wystawa Renoira w Collettes.
- 1962 – jesień: Rada Miejska w Limoges postanawia nazwać imieniem Renoira nowe gimnazjum żeńskie.
- 1963 – czerwiec: wystawa Renoira w muzeum Cantini w Marsylii.